# ArXiv
arXiv (pronunciato come la parola inglese archive, come se la "X" fosse la lettera greca χ) è un archivio contenente prepubblicazioni (pre-print) di articoli scientifici in fisica, matematica, informatica, statistica, finanza quantitativa e biologia, accessibile via Internet. In molti campi della matematica e della fisica, la maggior parte delle pubblicazioni scientifiche sono messe nell'archivio arXiv.
A dicembre 2024, arXiv.org conteneva più di 2.600.000 prepubblicazioni.

## Storia
Originariamente arXiv fu sviluppato da Paul Ginsparg ed è iniziato nel 1991 come un archivio di preprint (bozze finali di articoli pronti per la stampa su riviste scientifiche) di fisica e successivamente espanso a comprendere matematica, informatica, scienze nonlineari e, più di recente, biologia quantitativa, archivio dedicato specificamente alle scienze della vita. La nascita e la continua espansione del progetto hanno reso evidente la necessità crescente di un archivio per la conservazione a lungo termine di preprint. Il termine e-print è stato adottato per descrivere i documenti pubblicati online su arXiv. Ginsparg è stato onorato della MacArthur Fellowship nel 2002 per aver creato arXiv.
Originariamente era ospitato su server del Los Alamos National Laboratory nello stato del Nuovo Messico, negli Stati Uniti (all'indirizzo xxx.lanl.gov, da cui il suo precedente nome, archivio di preprint LANL) ed è attualmente ospitato ed operato dall'Università Cornell (nello stato di New York, Stati Uniti) con mirror in varie parti del mondo.  Ha cambiato il suo nome ed indirizzo in arXiv.org nel 1999 per garantire una maggiore flessibilità.
L'esistenza di arXiv è stato uno dei fattori che hanno portato alla nascita del movimento per l'open access che sostiene la necessità di superare il sistema fondato sulla pubblicazione su riviste scientifiche tradizionali, per accedere alle quali è necessaria la sottoscrizione di un abbonamento. Parecchi matematici e fisici teorici pubblicano sistematicamente i loro lavori su arXiv prima di sottoporli a riviste tradizionali, per consentire un libero accesso da parte di tutta la comunità scientifica ed anche per ricevere commenti e pareri dai colleghi di tutto il mondo.  Questa abitudine va diffondendosi anche fra altre discipline, come ad esempio le scienze della vita, che dal 2013 hanno il proprio archivio specifico, bioRxiv.

## Sistema di approvazione
I contributi pubblicati su arXiv non sono sottoposti ad un processo di revisione paritaria (peer review), tipico delle riviste scientifiche tradizionali, e che garantisce solo un livello minimo di qualità dei lavori qui pubblicati. Per ovviare a questa carenza, nel gennaio 2004 è stato introdotto un sistema di "approvazione": prima che un autore possa inviare una bozza definitiva d'un articolo all'archivio arXiv, deve ottenere un'approvazione/autorizzazione detta endorsement. Questa può essere rilasciata da un altro autore arXiv che ha lo status di endorser, o può essere automatica, a seconda della disciplina cui appartiene l'articolo e ad altri criteri che possono essere via via modificati per ottenere un risultato ottimale. Agli endorsers non viene richiesto di operare una revisione paritaria, ma soltanto di verificare che l'articolo in questione sia pertinente con l'argomento scelto dall'autore.
L'assenza di revisione paritaria, sebbene preoccupi alcuni, non è considerata negativamente da coloro che usano arXiv: la maggior parte degli autori è molto attenta a ciò che pubblica su arXiv. La maggior parte dei preprint che compaiono su arXiv è successivamente inviata a riviste scientifiche tradizionali, ma alcuni di essi, compresi lavori che influenzano profondamente la comunità scientifica, esistono solo in forma virtuale e non vengono pubblicati su riviste soggette a revisione paritaria. Un esempio fra tutti è la dimostrazione della congettura di geometrizzazione di Thurston (che include come caso particolare la nota congettura di Poincaré) pubblicata su arXiv da Grigorij Perel'man nel novembre 2002. Perelman apparve assolutamente disinteressato alla pubblicazione su una prestigiosa rivista soggetta a revisione paritaria, affermando:
Sebbene arXiv contenga anche articoli di dubbio valore, come quelli in cui l'autore nega famosi teoremi o prova celebri congetture usando soltanto matematica da liceo, questi sono "sorprendentemente rari" (si veda Jackson (2002) nella bibliografia). ArXiv in genere riclassifica questi lavori, ad esempio in "matematica generale", invece di cancellarli.
Alcuni scienziati (fra i quali il premio Nobel Brian Josephson) lamentano il fatto che i loro articoli non siano accettati o siano forzatamente riclassificati dagli amministratori di arXiv, a causa della natura controversa delle ricerche presentate, e accusano il sistema di censura intellettuale.

## Accesso
L'accesso agli archivi arXiv avviene attraverso il sito web arXiv.org o uno dei suoi mirror.  Varie interfacce sono state sviluppate da organizzazioni indipendenti da arXiv. Fra queste la Università della California - Davis (USA), ha sviluppato un portale (Front) che offre funzioni di ricerca avanzate e un'interfaccia più intuitiva per la sezione di matematica di arXiv.org. Anche Google Scholar può essere usato per effettuare ricerche su arXiv. Infine, si può scegliere di ricevere giornalmente via email tutti i nuovi lavori appartenenti a specifici argomenti.

## I vantaggi nell'uso di arXiv
Sono numerosi i vantaggi per un ricercatore che desideri fare uso di arXiv. Di solito, uno scienziato decide di sfruttare arXiv quando vuole diffondere il proprio lavoro presso la sua comunità scientifica e ricevere qualche commento, riscontro o suggerimento sulla sua ricerca da parte degli altri scienziati, il tutto prima d'inviare l'articolo ad una conferenza o una rivista scientifica. Scrivendo quindi una bozza definitiva d'un articolo scientifico relativo ad un suo lavoro recente, e caricandolo su arXiv, può chiedere ai colleghi di prenderne lettura e di dargli qualche suggerimento o correzione. Così facendo, una volta raccolti i commenti da parte dei colleghi, potrà modificare l'articolo scientifico o anche la sua strategia di ricerca scientifica, indirizzando la propria attenzione verso i particolari che richiedano una maggiore cura.